# Conflicto entre Editorial Perfil y el gobierno argentino por la pauta publicitaria
El conflicto entre Editorial Perfil y el gobierno argentino por la pauta publicitaria se refiere a la situación creada cuando el Poder Ejecutivo encabezado por Néstor Kirchner discriminó a las publicaciones de Editorial Perfil S.A. al excluirlas totalmente en el otorgamiento de publicidad oficial. La afectada pidió el amparo judicial y obtuvo una sentencia favorable a su posición que, en conjunto con el fallo anterior en un juicio del diario Río Negro pulverizaron medidas de censura sutil de prensa. Para ADEPA el fallo resultó un nuevo  hito en la historia de la libertad de expresión a nivel nacional e internacional, al refirmar que “la publicidad oficial no puede ser adjudicada en forma discriminatoria, ni ser utilizada como un modo indirecto para afectar la libertad de expresión”.

## Antecedentes
El diario Hoy que se publicaba en la ciudad de La Plata planteó en el año 1997 una demanda reclamando por la discriminación en la adjudicación de la publicidad oficial de que era objeto por parte de la Municipalidad de La Plata y la Corte Suprema de Justicia en la que por entonces predominaba una mayoría de jueces favorable al gobierno del presidente Carlos Menem rechazó la acción, en tanto que la minoría del Tribunal se pronunció por hacer lugar a la misma 
 emitiendo un voto que se convirtió en uno de los principales basamentos del derecho a la comunicación en el país y abrió la puerta para que más adelante, ya renovada su integración, el tribunal fallara a favor de la libertad de expresión en demandas de características similares, como la de Editorial Perfil.
En un estudio realizado sobre el período de 2007 al primer semestre de 2010 la Auditoría General de la Nación declaró que no pudo encontrar criterios específicos y objetivos que justifiquen técnicamente la distribución de la publicidad oficial, agregando que no se aplicó un criterio vinculado a la tirada y circulación de los diarios ni hizo estudios sobre la segmentación del mercado. En 2010 la Comisión Interamericana de Derechos Humanos, estableció los Principios sobre Regulación de Publicidad Oficial y Libertad de Expresión. La Comisión afirmó que la “distribución arbitraria y discriminatoria de la publicidad oficial fue uno de los primeros mecanismos de censura indirecta”, citó el fallo de la Sala IV de la Cámara en lo Contencioso Administrativo Federal de Argentina “Editorial Perfil contra Estado Nacional” y concordó con el mismo en que los avisos oficiales no deben ser utilizada para fines distintos de la comunicación legítima y no discriminatoria con el público, agregando que los recursos estatales para promover la diversidad y el pluralismo de medios deben consistir en mecanismos de ayudas indirectas o subsidios explícitos y
neutros, diferenciados de los gastos de publicidad oficial.

## La acción de amparo
Editorial Perfil S.A. presentó  en mayo de 2006 una acción de amparo para que se condenara al gobierno nacional a otorgarle publicidad oficial en las mismas condiciones que lo hacía a medios de importancia similar. En su defensa, el Poder Ejecutivo reconoció que no le daba tal publicidad a la editorial reclamante y adujo que era su facultad exclusiva distribuirla como lo considerase más conveniente. En primera instancia el Juez rechazó el amparo con fundamento en el fallo de la Corte Suprema de Justicia del 5 de septiembre de 2007 en la causa “Editorial Río Negro S.A. c/Neuquén, Provincia de” conforme la cual si bien el Estado no podía asignar los recursos de publicidad de manera arbitraria, sobre la base de criterios irrazonables, para que su proceder fuera ilegal se requería que la disparidad de trato entre los distintos medios periodísticos debía llevar a una afectación económica de la empresa editora.

## Posición del gobierno
Para el gobierno de Cristina Fernández de Kirchner, los factores a tener en cuenta para la distribución de la publicidad eran “la periodicidad de su aparición, la tarifa vigente, la importante participación de publicidad privada en sus páginas, y el precio de tapa, que es un 100% más cara que la de diarios más económicos y un 50% más cara que la del diario Miradas al Sur, “por lo que si ha existido discrecionalidad ha sido una positiva “a favor de pequeños y nuevos medios del interior del país; a favor de abonar tarifas más bajas en resguardo del principio de economía del gasto, publicitando en diarios populares con poca publicidad privada” y afirmaba que “los criterios empleados para decidir la distribución resultan razonables, habida cuenta de que la discrecionalidad técnica de su elección corresponde al administrador elegido para tal fin por el pueblo soberano”. Agregaba asimismo que para la comparación no debía tomarse la publicidad encomendada por otras agencias públicas o por el Poder Judicial o el Poder Legislativo.

## Resolución favorable al amparo
Editorial Perfil S.A. apeló la sentencia y el 10 de febrero de 2009 la Cámara de Apelaciones en lo Contencioso Administrativo Federal (Sala IV) hizo lugar al recurso y afirmó que sin libertad de expresión no hay democracia y que la libertad constitucional de prensa tiene un sentido más amplio que la mera exclusión de la censura previa y que es la base esencial de la garantía de la ciudadanía de mantenerse informada para poder ejercer sus derechos políticos. El Tribunal agregó que se trata de un derecho de la persona humana reconocido por la Declaración Universal de los Derechos Humanos de la Organización de las Naciones Unidas en su artículo 19. Consecuentemente ordenó que el Estado Nacional distribuyera avisos oficiales en las distintas publicaciones de la editorial en un plazo de quince días, respetando un “equilibrio razonable con aquellas de análogas características”.
El Poder Ejecutivo interpuso entonces un recurso contra la sentencia que fue resuelto por decisión unánime de los siete miembros de la Corte Suprema de Justicia; el Tribunal afirmó que el Estado no había acreditado una causa justificada para la exclusión de publicidad oficial y ratificó que el Estado –si dispone la realización de publicidad de sus actos y de la concreción de sus proyectos- no puede asignar los recursos disponibles de manera arbitraria, sobre la base de criterios irrazonables, por lo que confirmó la sentencia recurrida. El voto mayoritario de la Corte Suprema también remitía a los argumentos que había dado en el caso Río Negro. Allí, la Corte había sentado importantes pautas para la interpretación de este tipo de casos, al sostener que los gobiernos “deben evitar las acciones que intencional o exclusivamente estén orientadas a limitar el ejercicio de la libertad de prensa y también aquellas que lleguen indirectamente a ese resultado” y que, para acreditar ese hecho, no es necesario probar “la asfixia económica o el quiebre del diario”.
Al comentar el caso la Asociación de Derechos Civiles consideró que era imperioso que se adoptara una ley que regulara el manejo de la pauta oficial de acuerdo a los estándares de libertad de expresión y transparencia, e instó al Congreso a incluir este tema dentro de sus prioridades legislativas.

## Multa por incumplimiento
Editorial Perfil hizo una presentación ante el juez interviniente en la que afirmaba que el Poder Ejecutivo no estaba cumpliendo lo ordenado en la sentencia; como fundamento expuso la cantidad de publicidad que el mismo había asignado a medios de su propiedad y la comparó con la publicidad oficial que habían recibido otros medios que consideraba similares. Así, por ejemplo, en el mes de agosto de 2011 Diario Perfil recibió un solo aviso y lo comparaba con los recibidos –solo en sábados y domingos- por Página 12 (22 avisos) y Tiempo Argentino (7 avisos) o -solo en domingos-, por Miradas al Sur (7 avisos) y señala los recibidos por el El Cronista Comercial (37 avisos) y Ámbito Financiero (57 avisos). También tomaba los datos del mismo mes de otras publicaciones de Perfil para comparlas con sus similares, así la revista Libre no había recibido avisos y lo compara con Diario Popular y Crónica (59 avisos); la revista Noticias tampoco recibió publicidad en contraste con El Guardián (4), Debate (13), Newsweek (13) y Veintitrés (16) ni la revista Caras aunque la revista Pronto había tenido 2 avisos a página entera.
En su sentencia del 29 de febrero de 2012 el juez federal Ernesto Luis Marinelli consideró incumplida la sentencia e impuso al Estado una multa equivalente a las sumas que en concepto de publicidad oficial debió haber recibido editorial Perfil de acuerdo con la pauta otorgada a los medios considerados de análogas características; respetando un equilibrio razonable" en el período transcurrido entre marzo de 2011 y febrero de 2012.

## Fallo de Cámara
El 14 de agosto de 2012 la Sala IV de la Cámara Nacional en lo Contencioso Administrativo Federal ordenó que se acate el fallo de la Corte Suprema de la Nación. En su fallo, el tribunal exhortó al Estado nacional a que, en caso de quedar firme la sentencia, en un plazo de 15 días presente un plan de pauta oficial que incluya a tres publicaciones de Editorial Perfíl: Noticias, Fortuna y el diario Perfil. En caso de no acatarse el fallo, el tribunal dispuso una multa de 1 000 pesos por día de incumplimiento.

## Comentarios de juristas
Marcela I. Basterra calificó al fallo de la Cámara de Apelaciones de “sentencia ejemplar” y destacó que establecía que la libertad de prensa es esencial para que la ciudadanía pueda ejercer con conciencia sus derechos políticos; la misma jurista afirmó que la distribución de la pauta publicitaria oficial que no se realice con criterios objetivos funciona como una censura indirecta.
Los comentaristas de los fallos del caso "Perfil" concordaron en que si el estado decide otorgar publicidad a sus actos de gobierno no puede hacerlo con un criterio total o parcialmente irrazonable y agregaron que la circunstancia de que un medio de prensa no dependa para su subsistencia de la pauta oficial no es óbice para variar tal criterio. Señalaron que si se exigiera al estado que solventara con la pauta publicitaria a publicaciones deficitarias le quitaría a la prensa la necesaria credibilidad.

## Fallos posteriores
El 29 de enero de 2014 la Cámara Nacional de Apelaciones en lo Contenciosoadministrativo Federal, sala I en los autos La Cornisa Producciones S.A. c. EN- JGM- SC s/ amparo ley 16.986 ratificó la doctrina de los casos Río Negro y Perfil y declaró que el estado no podía interrumpir abruptamente sin un motivo válido la contratación de publicidad oficial que venía realizando con una productora independiente de radio y televisión. En febrero de 2014, siguiendo el mismo criterio del fallo de Editorial Perfil, la Corte Suprema de Justicia ordenó al gobierno encabezado por Cristina Fernández otorgar publicidad al Canal 13 perteneciente al Grupo Clarín en un fallo que destacaba "la importancia de la libertad de expresión en el régimen democrático y la protección de la actividad crítica de los periodistas".

## Pautas para la adjudicación de publicidad oficial
En su sentencia del 29 de febrero de 2012 el juez federal Ernesto Luis Marinelli afirmó que la categorización de los medios gráficos de comunicación a los fines de la distribución de publicidad oficial se debe realizar con exclusión de cualquier criterio que implique examinar las líneas editoriales o los puntos de vista que expresan, por lo cual las características análogas de las distintas publicaciones deben ser establecidas atendiendo a la superficialidad de los formatos, a la temática general de cada medio y a algunas otras circunstancias objetivas, tales como: el precio, el ámbito geográfico de distribución, el perfil del público al que se encuentra dirigidas –edad, género, situación socioeconómica,etc.-, entre otras. El límite en este punto es que las consideraciones que se formulen resulten neutras en relación con los contenidos y puntos de vista del medio. Agregó que las diferencias de precio de venta al público que no sean significativas o que el medio se publique únicamente los días sábados y domingos no son pautas que razonablemente excluyan la similitud de las publicaciones en esta materia. Dijo que la sentencia de la Corte Suprema de Justicia alcanza a toda la publicidad oficial con prescindencia de los departamentos del gobierno o del carácter autárquico de ciertas empresas o agencias. Finalmente, declaró que el monto de la publicidad privada que reciba el medio no es razón para retacearle la asignación de pauta publicitaria oficial y si bien los medios pueden recibir presiones de sectores económicos respecto de su línea editorial  “la solución al desequilibrio que pueden provocar los anunciantes privados se debe encontrar a través de adecuadas e inteligentes políticas de subsidios que establezca el Congreso de la Nación y no mediante una pretendida asignación compensatoria de pauta publicitaria oficial que realice el Poder Ejecutivo Nacional, pues ello conduce a la desnaturalización de la publicidad oficial que no es otra que poner en conocimiento del pueblo los actos y acciones de gobierno. El propósito de la publicidad oficial, es claro, no puede ser otro que el de difundir las políticas e iniciativas gubernamentales y, en general, informar a la comunidad sobre cualquier hecho que sea de relevancia pública.
Para Sergio Szpolski, un empresario propietario de varios medios, el número de trabajadores empleados en el medio debe incidir en la pauta concedida por el Estado. Eduardo Bertoni, exrelator para la Libertad de Expresión de la Comisión Interamericana de Derechos Humanos (CIDH) opina que ese factor no tiene ninguna relación con la publicidad y que lo relevante es el público al que se quiere llegar y agregó que la CIDH “rechazó de manera explícita la posibilidad de que la publicidad oficial se utilice como un sistema de subsidios. La Comisión Interamericana reconoce que puede haber criterios vinculados con la promoción de la diversidad, pero estos criterios son secundarios y están subordinados a los criterios de público objetivo y difusión del mensaje”.
Por su parte la Asociación por los Derechos Civiles (ADC) considera que “La publicidad oficial tiene que tener como objetivo difundir mensajes de interés público para la población. El estado precisa comunicar diversas facetas de su acción: en función de eso, debe definir un público-objetivo y, con base en un adecuado análisis de medios, elegir cuáles son aquellos que permiten una mejor difusión del mensaje. Esos criterios son estándares interamericanos de derechos humanos y deben guiar al estado en la distribución de la pauta”.
La ley 26 522 de medios audiovisuales dispuso que “para la inversión publicitaria oficial el Estado deberá contemplar criterios de equidad y razonabilidad en la distribución de la misma, atendiendo los objetivos comunicacionales del mensaje en cuestión”.
El 24 de agosto de 2016 el nuevo gobierno de Mauricio Macri dictó la Resolución 247/16 que fijó los siguientes criterios conforme los cuales se debía asignar y distribuir la publicidad oficial, señalando en los considerandos que lo hacía conforme la doctrina de la Corte Suprema de Justicia de los casos “Editorial Río Negro” Fallos 330:3908; “Perfil” Fallos 334:109; y “ARTEAR” Fallos 337:47: a) Alcance del medio, en función de su circulación o audiencia; b) Pertinencia del mensaje, en función de la especialización del medio o plataforma y en relación con la audiencia o público objetivo del mensaje; c) Zona geográfica en la cual se encuentre circunscripta la audiencia o público objetivo del mensaje; d) Fomento del federalismo y la pluralidad de voces, en función que los medios o plataformas sean gestionados por organizaciones sociales sin fines de lucro que acrediten debidamente su fin social, que emitan en lenguas de pueblos originarios y/o que emitan en las categorías de baja potencia.